# Poa leioclada
Poa leioclada là một loài cỏ thuộc họ Poaceae.
Loài này chỉ có ở Ecuador.